# Werner Charles Rudolph Aue
Werner Charles Rudolph Aue (* 8. Juni 1891 in London; † 6. September 1977 ebenda) war ein britischer Diplomat.

## Leben und Tätigkeit
Aue nahm mit den Royal Highlanders und später mit den Royal Dublin Fusiliers am Ersten Weltkrieg teil.
Zum 30. Juni 1926 wurde Aue zum britischen Vizekonsul in Hannover ernannt. 1935 stand Aue im Mittelpunkt eines diplomatischen Zwischenfalls: Nachdem die militärische Abwehr festgestellt hatte, dass Aue über den Bau von Baracken und eines Flughafens in seinem Zuständigkeitsbereich berichtet hatte, legte das Auswärtige Amt in Berlin Aue zur Last, Spionage betrieben und mit den von ihm gesammelten Nachrichten über militärische Vorgänge in Deutschland, den Aufgabenbereich eines Konsularbeamten überschritten zu haben. Das Vizekonsulat in Hannover wurde infolgedessen geschlossen und Aue als persona non grata des Landes verwiesen.
Zum 8. Oktober 1935 wurde Aue als Vizekonsul nach Antwerpen versetzt. 1937 wurde er dort zum geschäftsführenden Generalkonsul (acting Consul-General) befördert. Nach der deutschen Besetzung Belgiens im Frühjahr 1940 floh Aue nach Großbritannien. Seit dem 21. Dezember 1942 wurde er dort im Foreign Office in London beschäftigt.
Von den nationalsozialistischen Polizeiorganen wurde Aue als Staatsfeind eingestuft: Im Frühjahr 1940 wurde er vom Reichssicherheitshauptamt auf die Sonderfahndungsliste G.B. gesetzt, ein Verzeichnis von Personen, die im Falle einer erfolgreichen deutschen Invasion Großbritanniens durch die Sonderkommandos der SS-Einsatzgruppen mit besonderer Priorität ausfindig gemacht und verhaftet werden sollten.
Zum 17. Januar 1945 kehrte Aue auf seinen alten Posten in Antwerpen zurück. Zum 18. März 1947 wechselte er als Konsul und 1. Sekretär nach Brüssel.
1952 erhielt er den Order of the British Empire.

## Familie
Aue war seit 1921 mit Editha Konstanze Marie Götze verheiratet, mit der er zwei Töchter hatte.